# 11.ª edición de los Premios Óscar
La 11.ª edición de los Premios Óscar se celebró el 23 de febrero de 1939 en el Biltmore Hotel de Los Ángeles, California. Fue la primera ceremonia en la que no hubo un anfitrión oficial, y también fue la primera ceremonia en la que una película extranjera (La gran ilusión, de Jean Renoir) fue nominada en la categoría de mejor película.

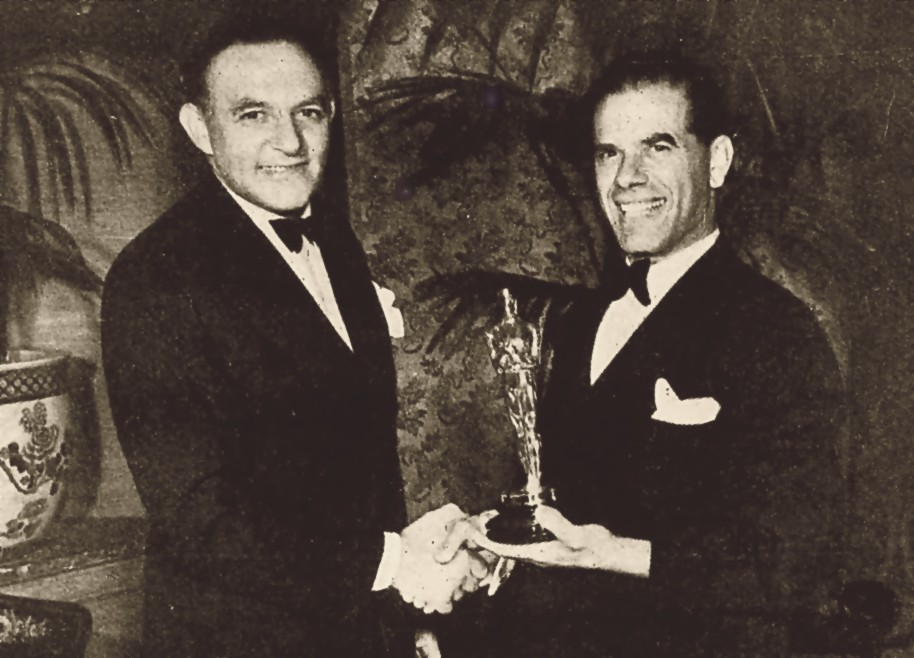
Harry Cohn y Frank Capra

Frank Capra se convirtió en la primera persona en ganar tres premios al mejor director, récord posteriormente igualado por John Ford (quien conseguiría ganar 4 premios) y William Wyler.
Esta es también la primera vez en la que 3 de los ganadores en las categorías interpretativas repitieron victoria; solo Fay Bainter ganó el premio por primera vez. Este hecho solo ha pasado una vez más, en la 67.ª Ceremonia en 1994. Fay Bainter también es la primera actriz en la historia de los Óscars en recibir dos nominaciones interpretativas en el mismo año. Además, Spencer Tracy se convirtió en el primer actor en ganar el premio al mejor actor dos años seguidos; solo otro actor, Tom Hanks, lo consiguió en 1994.

## Ganadores y nominados

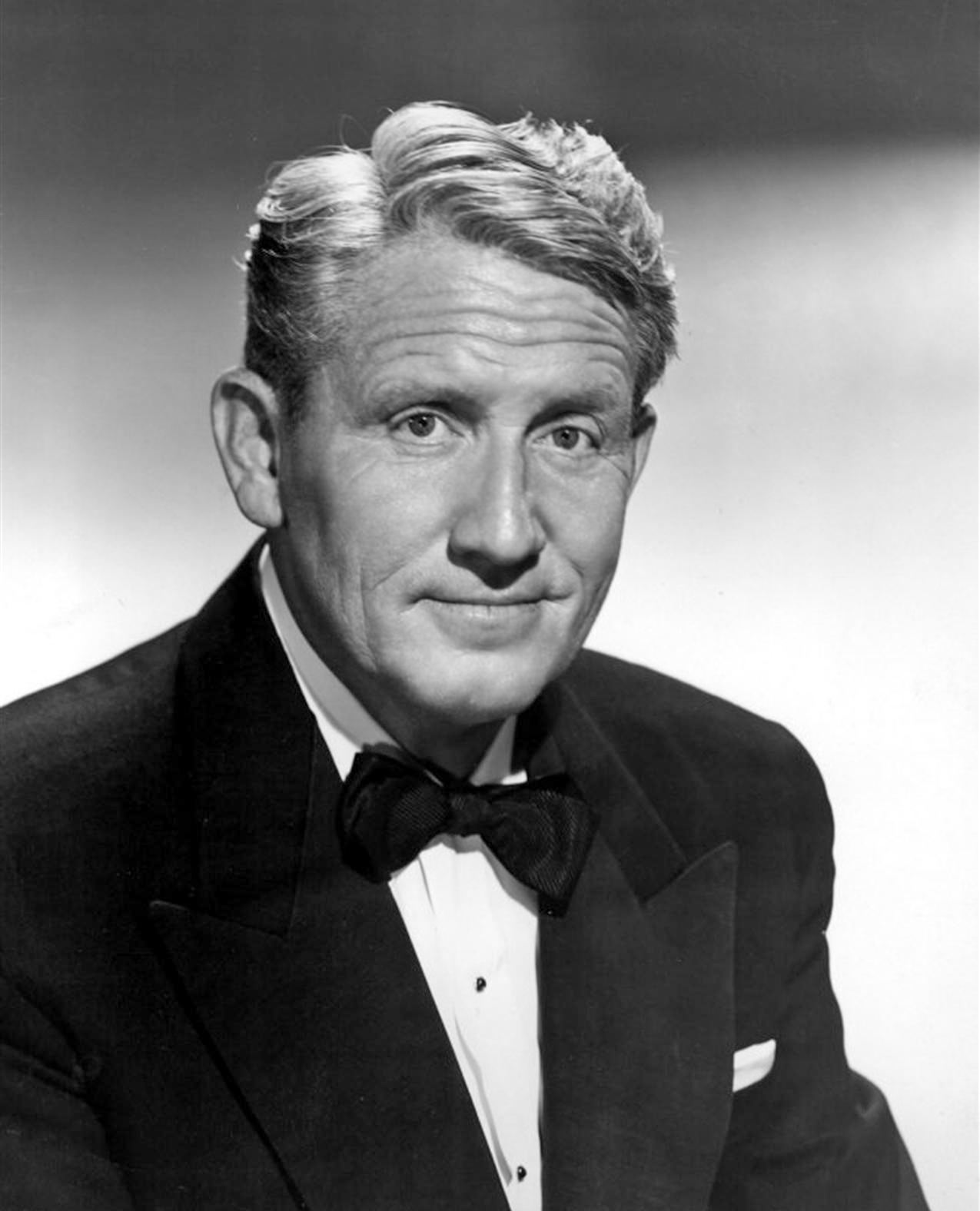
Spencer Tracy fue el ganador del Óscar al mejor actor por Forja de hombres.

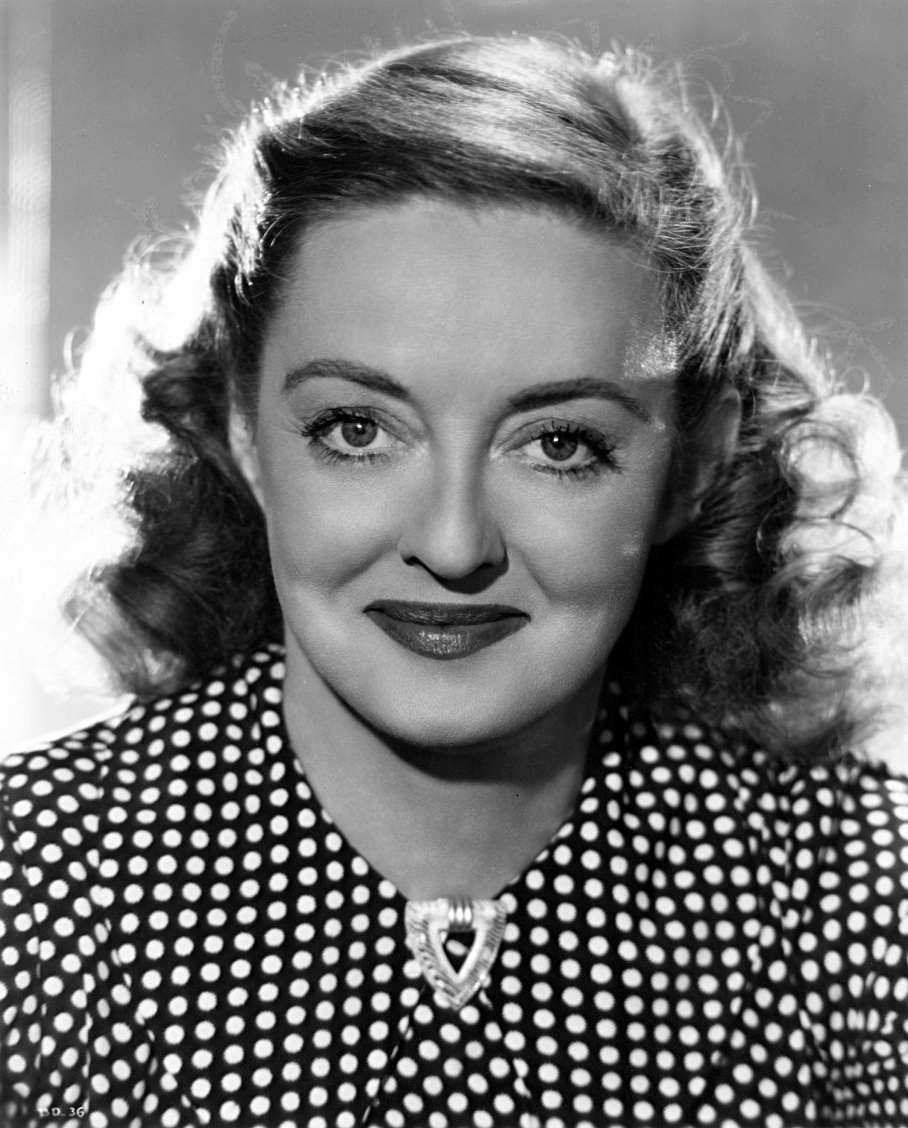
Bette Davis fue la ganadora del Óscar a la mejor actriz por Jezabel.

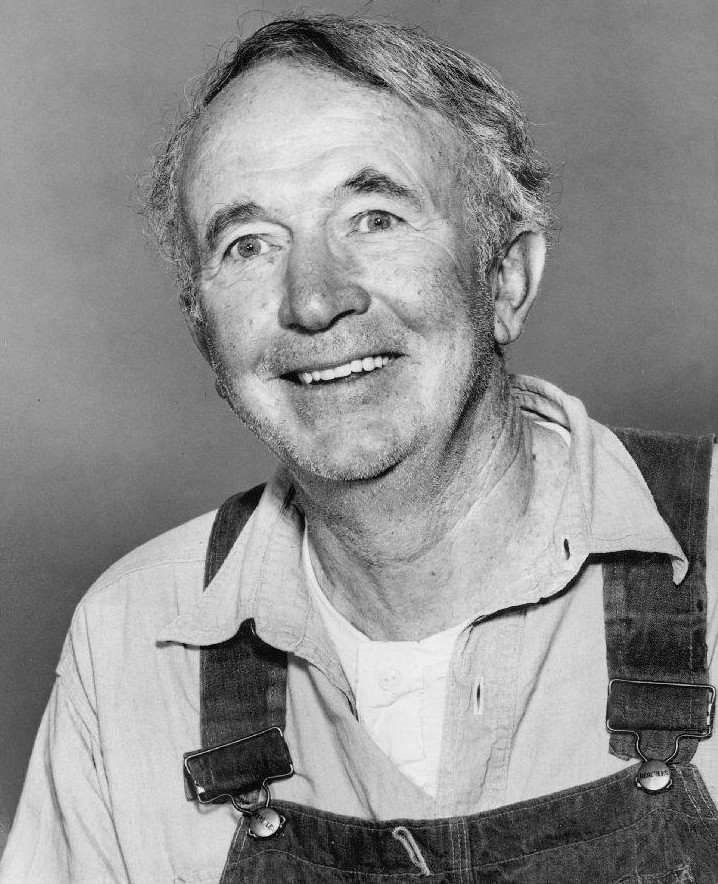
Walter Brennan fue el ganador del Óscar al mejor actor de reparto por Kentucky.

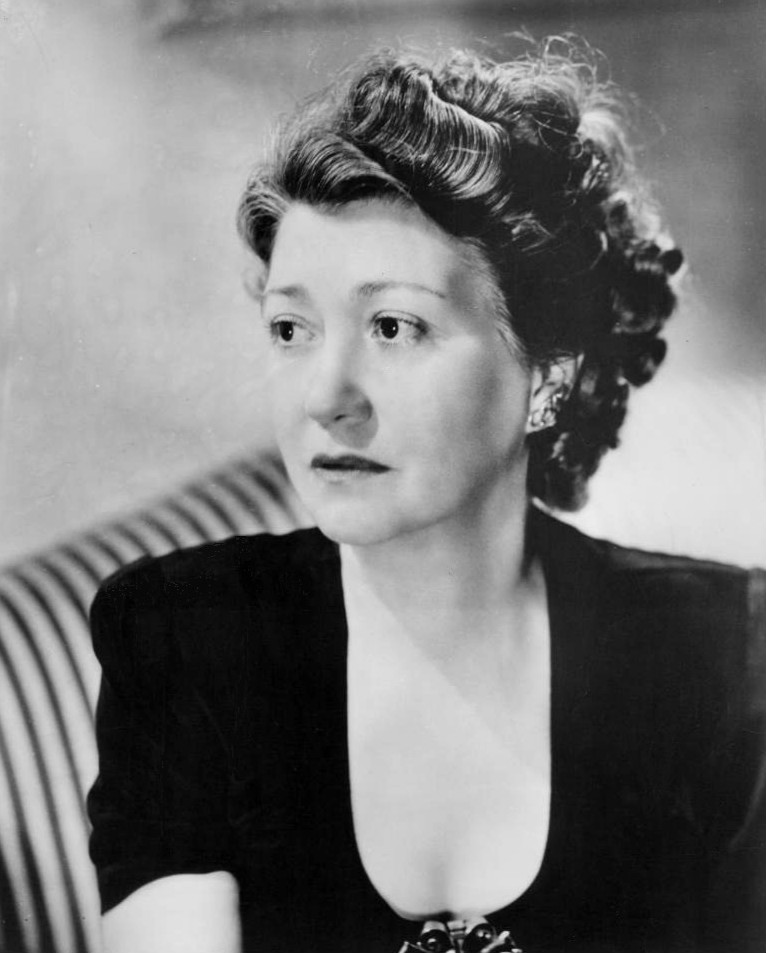
Fay Bainter fue la ganadora del Óscar a la mejor actriz de reparto por Jezabel.

1. Los ganadores están listados primero y destacados en negritas. ⭐
2. El título o títulos en español se encuentra entre paréntesis.

| Producción sobresaliente - You Can't Take It With You (Vive como quieras) — Columbia⭐ - The Adventures of Robin Hood (Robin de los bosques / Las aventuras de Robin Hood) — Warner Bros. - Alexander's Ragtime Band (La banda de Alexander / Al compás de mis recuerdos) — 20th Century Fox - Boys Town (Forja de hombres / Con los brazos abiertos) — John W. Considine, Jr. para Metro-Goldwyn-Mayer - The Citadel (La ciudadela) — Victor Saville para Metro-Goldwyn-Mayer - Four Daughters (Cuatro hijas) — Hal B. Wallis y Henry Blanke para Warner Bros. y First National Pictures - La grande illusion (La gran ilusión) — Frank Rollmer y Albert Pinkovitch para R. A. C. y World Pictures - Jezebel (Jezabel) — Hal B. Wallis y Henry Blanke para Warner Bros. - Pygmalion (Pygmalión) — Gabriel Pascal para Pascal Film Productions - Test Pilot (Piloto de pruebas) — Louis D. Lighton para Metro-Goldwyn-Mayer | Mejor dirección - Frank Capra - You Can't Take It With You (Vive como quieras)⭐ - Michael Curtiz – Angels with Dirty Faces (Ángeles con caras sucias) - Michael Curtiz – Four Daughters (Cuatro hijas) - Norman Taurog – Boys Town (Forja de hombres / Con los brazos abiertos) - King Vidor – The Citadel (La ciudadela) |
| Mejor actor - Spencer Tracy – Boys Town (Forja de hombres / Con los brazos abiertos) , como el Padre Flanagan⭐ - Charles Boyer – Algiers (Argel), como Pepe le Moko - James Cagney – Angels with Dirty Faces (Ángeles con caras sucias), como William "Rocky" Sullivan - Robert Donat – The Citadel (La ciudadela), como el Dr. Andrew Manson - Leslie Howard – Pygmalion (Pigmalión), como el Profesor Henry Higgins | Mejor actriz - Bette Davis – Jezebel (Jezabel), como Julie Marsden⭐ - Fay Bainter – White Banners, como Hannah Parmalee - Wendy Hiller – Pygmalion (Pigmalión), como Eliza Doolittle - Norma Shearer – Marie Antoinette (María Antonieta), como María Antonieta de Austria - Margaret Sullavan – Three Comrades (Tres camaradas), como Patricia Hollmann |
| Mejor actor de reparto - Walter Brennan – Kentucky, como Peter Goodwin⭐ - John Garfield – Four Daughters (Cuatro hijas), como Mickey Borden - Gene Lockhart – Algiers (Argel), como Regis - Robert Morley – Marie Antoinette (María Antonieta), como Luis XVI de Francia - Basil Rathbone – If I Were King (Si yo fuera rey), como Luis XI de Francia | Mejor actriz de reparto - Fay Bainter – Jezebel (Jezabel), como la tía Belle Massey⭐ - Beulah Bondi – Of Human Hearts (Ingratitud), como Mary Wilkins - Billie Burke – Merrily We Live (Un mendigo original / Su excelencia el vagabundo), como Emily Kilbourne - Spring Byington – You Can't Take It With You (Vive como quieras), como Penelope "Penny" Sycamore - Miliza Korjus – The Great Waltz (El gran vals), como Carla Donner |
| Mejor argumento - Boys Town (Forja de hombres / Con los brazos abiertos) – Eleanore Griffin y Dore Schary⭐ - Alexander's Ragtime Band (La banda de Alexander / Al compás de mis recuerdos) – Irving Berlin - Angels with Dirty Faces (Ángeles con caras sucias) – Rowland Brown - Blockade (Bloqueo) – John Howard Lawson - Mad About Music (Mentirosilla / Loca por la música) – Marcella Burke y Frederick Kohner - Test Pilot (Piloto de pruebas) – Frank Wead | Mejor guion - Pygmalion (Pigmalión) – George Bernard Shaw, Ian Dalrymple, Cecil Lewis y W. P. Lipscomb; basado en la obra de teatro de Shaw⭐ - Boys Town (Forja de hombres / Con los brazos abiertos) – John Meehan y Dore Schary; basado en una historia de Schary y Eleanore Griffin - La ciudadela – Ian Dalrymple, Elizabeth Hill y Frank Wead; a partir de la novela de A. J. Cronin - Four Daughters (Cuatro hijas) – Lenore Coffee y Julius J. Epstein; basado en la historia corta "Sister Act" de Fannie Hurst - You Can't Take It With You (Vive como quieras) – Robert Riskin; a partir de la obra de teatro de George S. Kaufman y Moss Hart                               |
| Mejor cortometraje - Un rollo - That Mothers Might Live – MGM⭐ - The Great Heart – MGM - Timber Toppers – 20th Century Fox | Mejor cortometraje - Dos rollos - Declaration of Independence – Warner Bros.⭐ - Swingtime in the Movies – Warner Bros. - They're Always Caught – MGM |
| Mejor cortometraje animado - Ferdinando el Toro – Walt Disney Productions y RKO Radio⭐ - Brave Little Tailor – Walt Disney Productions y RKO Radio - Good Scouts – Walt Disney Productions y RKO Radio - Hunky and Spunky – Paramount - Mother Goose Goes Hollywood – Walt Disney Productions y RKO Radio | Mejor montaje - The Adventures of Robin Hood (Robin de los bosques / Las aventuras de Robin Hood) – Ralph Dawson⭐ - Alexander's Ragtime Band (La banda de Alexander / Al comás de mis recuerdos) – Barbara McLean - The Great Waltz (El gran vals) – Tom Held - Test Pilot (Piloto de pruebas) – Tom Held - You Can't Take It With You (Vive como quieras) – Gene Havlick |
| Mejor banda sonora original - The Adventures of Robin Hood (Robin de los bosques / Las aventuras de Robin Hood) – Erich Wolfgang Korngold⭐ - Army Girl – Victor Young - Block-Heads (Cabezas de chorlito / Pájaros bobos) – Marvin Hatley - Blockade (Bloqueo) – Werner Jansen - Breaking the Ice – Victor Young - The Cowboy and the Lady (El vaquero y la dama) – Alfred Newman - If I Were King (Si yo fuera rey) – Richard Hageman - Marie Antoinette (María Antonieta) – Herbert Stothart - Pacific Liner – Russell Bennett - Suez – Louis Silvers - The Young in Heart (Los alegres vividores / Jóvenes de corazón) – Franz Waxman | Mejor orquestación - Alexander's Ragtime Band (La banda de Alexander / Al compás de mis recuerdos) – Alfred Newman⭐ - Carefree (Amanda / Baila conmigo) – Victor Baravalle - Girls' School – Morris Stoloff y Gregory Stone - The Goldwyn Follies (Así nace una fantasía) – Alfred Newman - Jezebel (Jezabel) – Max Steiner - Mad About Music (Mentirosilla / Loca por la música) – Charles Previn y Frank Skinner - Storm Over Bengal – Cy Feuer - Sweethearts (Enamorados) – Herbert Stothart - There Goes My Heart (Se ha perdido una millonaria) – Marvin Hatley - Tropic Holidays – Boris Morros - The Young in Heart (Los alegres vividores / Jóvenes de corazón) – Franz Waxman |
| Mejor canción original - «Thanks for the Memory» de The Big Broadcast of 1938 (Sorpresas 1938) – Música: Ralph Rainger; Letra: Leo Robin⭐ - «Always and Always» de Mannequin (Maniquí) – Música: Edward Ward; Letra: Chet Forrest y Bob Wright - «Change Partners» de Carefree (Amanda/Baila conmigo) – Letra y música: Irving Berlin - «The Cowboy and the Lady» de The Cowboy and the Lady (El vaquero y la dama) – Música: Lionel Newman; Letra: Arthur Quenzer - «Dust» de Under Western Stars – Letra y música: Johnny Marvin - «Jeepers Creepers» de Going Places – Música: Harry Warren; Letra: Johnny Mercer - «Merrily We Live» de Merrily We Live (Un mendigo original / Su excelencia el vagabundo) – Música: Phil Charig; Letra: Arthur Quenzer - «A Mist Over the Moon» de The Lady Objects (Vidas opuestas) – Música: Ben Oakland; Letra: Oscar Hammerstein II - «My Own» de That Certain Age (Reina a los catorce años) – Música: Jimmy McHugh; Letra: Harold Adamson - «Now It Can Be Told» de Alexander's Ragtime Band (La banda de Alexander / Al comás de mis recuerdos) – Letra y música: Irving Berlin | Mejor sonido - The Cowboy and the Lady (El vaquero y la dama) – Thomas T. Moulton⭐ - Army Girl – Charles L. Lootens - Four Daughters (Cuatro hijas) – Nathan Levinson - If I Were King (Si yo fuera rey) – Loren L. Ryder - Merrily We Live (Un mendigo original / Su excelencia el vagabundo) – Elmer A. Raguse - Suez – Edmund H. Hansen - Sweethearts (Enamorados) – Douglas Shearer - That Certain Age (Reina a los catorce años) – Bernard B. Brown - Vivacious Lady (Ardid femenino / La astucia de una dama) – John Aalberg - You Can't Take It With You (Vive como quieras) – John P. Livadary                                                                                 |
| Mejor dirección de arte - The Adventures of Robin Hood (Robin de los bosques / Las aventuras de Robin Hood) – Carl J. Weyl⭐ - The Adventures of Tom Sawyer (Las aventuras de Tom Sawyer) – Lyle Wheeler - Alexander's Ragtime Band (La banda de Alexander / Al compás de mis recuerdos) – Bernard Herzbrun y Boris Leven - Algiers (Argel) – Alexander Toluboff - Carefree (Amanda/Baila conmigo) – Van Nest Polglase - The Goldwyn Follies (Así nace una fantasía) – Richard Day - Holiday – Stephen Goosson y Lionel Banks - If I Were King (Si yo fuera rey) – Hans Dreier y John B. Goodman - Mad About Music (Mentirosilla / Loca por la música) – Jack Otterson - Marie Antoinette (María Antonieta) – Cedric Gibbons - Merrily We Live (Un mendigo original / Su excelencia el vagabundo) – Charles D. Hall | Mejor fotografía - The Great Waltz (El gran vals) – Joseph Ruttenberg⭐ - Algiers (Argel) – James Wong Howe - Army Girl – Ernest Miller y Harry Wild - The Buccaneer (Corsario de Florida / El bucanero) – Victor Milner - Jezebel (Jezabel) – Ernest Haller - Mad About Music (Mentirosilla / Loca por la música) – Joseph Valentine - Merrily We Live (Un mendigo original / Su excelencia el vagabundo) – Norbert Brodine - Suez – Peverell Marley - Vivacious Lady (Ardid femenino / La astucia de una dama) – Robert de Grasse - You Can't Take It With You (Vive como quieras) – Joseph Walker - The Young in Heart (Los alegres vividores / Jóvenes de corazón) – Leon Shamroy   |

### Óscar honorífico
- Harry M. Warner, "en reconocimiento a los servicios patrióticos en la producción de cortometrajes históricos presentando episodios significativos de la lucha temprana del pueblo estadounidense por la libertad."
- Walt Disney, "por crear Snow White and the Seven Dwarfs, reconocida como una significativa innovación cinematográfica que ha encantado a millones de espectadores y ha sido pionera en un nuevo campo de entretenimiento para las película de dibujos animados." Se entregó una estatuilla y siete estatuillas más pequeñas, representando a los Siete enanitos, en una base escalonada.
- Oliver Marsh y Allen Davey, "por la fotografía en color conseguida en la película "Sweethearts."
- Gordon Jennings, Jan Domela, Dev Jennings, Irmin Roberts, Art Smith, Farciot Edouart, Loyal Griggs, Loren L. Ryder, Harry Mills, Louis H. Mesenkop y Walter Oberst, "por los sobresalientes logros al crear efectos visuales y sonoros en la producción de la Paramount, Spawn of the North."
- J. Arthur Ball, "por sus destacadas contribuciones al avance del color en la fotografía cinematográfica."

### Premio Irving Thalberg
- Hal B .Wallis

### Óscar juvenil
- Mickey Rooney

## Premios y nominaciones múltiples
| Película                     | Nominaciones | Premios |
| ---------------------------- | ------------ | ------- |
| The Adventures of Robin Hood | 4            | 3       |
| You Can't Take It With You   | 7            | 2       |
| Boys Town                    | 5            | 2       |
| Jezebel                      | 5            | 2       |
| Alexander's Ragtime Band     | 6            | 1       |
| Pygmalion                    | 4            | 1       |
| The Cowboy and the Lady      | 3            | 1       |
| The Great Waltz              | 3            | 1       |
| The Big Broadcast of 1938    | 1            | 1       |
| Kentucky                     | 1            | 1       |
| Four Daughters               | 5            | 0       |
| Merrily We Live              | 5            | 0       |
| Algiers                      | 4            | 0       |
| The Citadel                  | 4            | 0       |
| If I Were King               | 4            | 0       |
| Mad About Music              | 4            | 0       |
| Marie Antoinette             | 4            | 0       |
| Angels with Firty Faces      | 3            | 0       |
| Army Girl                    | 3            | 0       |
| Carefree                     | 3            | 0       |
| Suez                         | 3            | 0       |
| Test Pilot                   | 3            | 0       |
| The Young in Heart           | 3            | 0       |
| Blockade                     | 2            | 0       |
| The Goldwyn Follies          | 2            | 0       |
| Sweethearts                  | 2            | 0       |
| That Certain Age             | 2            | 0       |
| Vivacious Lady               | 2            | 0       |